# Säurekondensation
Der Begriff wird in der Technik und in der Chemie für zwei verschiedene Sachverhalte benutzt:
- Kondensation von Säuren und
- Kondensation mit Säuren

## Kondensation von Säuren
Als Säurekondensation wird die Abscheidung, d. h. Kondensation von gasförmigen Säuren an kalten Oberflächen bezeichnet. Sie kann vor allem bei Verbrennungsvorgängen auftreten (Abgase, in Kaminen und technischen Anlagen). Dadurch besteht die Gefahr von Korrosionen.
Wenn das zu verbrennende Material Schwefel- oder Chlorverbindungen enthält, kann Schwefeldioxid (SO2) bzw. Chlorwasserstoff (HCl) entstehen. Diese Gase verbinden sich mit Wasserdampf zu Schwefliger Säure bzw. Salzsäure. Schweflige Säure kann durch Luftsauerstoff zu Schwefelsäure oxidiert werden.
Entstehen bei der Verbrennung Nitrose Gase (NOx), können diese letztendlich zu Salpetersäure oxidiert werden.
Auch in der Atmosphäre können sich saure Kondensate bilden, die sich in Wassertropfen (Aerosole, Regen) oder an Eiskristallen niederschlagen können.

## Kondensation mit Säuren
In der organisch-chemischen Synthese werden häufig als Katalysatoren Säuren verwendet. In der Frühzeit der Chemie wusste man jedoch wenig über ihre Funktion. Man betrachtete konzentrierte Schwefelsäure oder Phosphorsäure lange Zeit als „wasserentziehende Mittel“, durch welche bestimmte Kondensationsreaktionen erst möglich wurden. Der Begriff „Säurekondensation“ stammt aus den chemischen Laboratorien; er bedeutet, dass Reaktionen in Gegenwart von (meist anorganischen, starken) Säuren durchgeführt wurden. Schwefelsäure und Phosphorsäure dienten manchmal (unverdünnt) gleichzeitig als Lösungsmittel. Gasförmiger Chlorwasserstoff kann in ein Gemisch reagierender Substanzen eingeleitet werden.
Nachdem heute in den meisten Fällen die (katalytische) Funktion der Säuren geklärt ist, erscheint der Begriff „Säurekondensation“ etwas antiquiert.

### Beispiele
Aldolkondensationen werden in der Regel durch Basen katalysiert. Seit langem kennt man jedoch auch die „saure Aldolkondensation“. Bei Kondensationsreaktionen aromatischer Verbindungen, vor allem Phenolen, oder Pyrrol-Derivaten mit Carbonylverbindungen, dienen häufig Säuren als „Kondensationsmittel“; die Edukte werden also „durch Säurekondensation“ in die Produkte umgewandelt.